# إقليم كوشيتسه
إقليم كوشيتسه (بالسلوفاكية: Košický kraj) هو واحد من الثمانية أقاليم التي تشكل الجمهورية السلوفاكية.
يقع الإقليم في أقصى شرق سلوفاكيا مجاورا للحدود المجرية والأوكرانية.

## المناطق والمدن التابعة لإقليم كوشيتسه
- غيلنيتسا (بالسلوفاكية: Gelnica)
- كوشيتسه I (بالسلوفاكية: Košice I)
- كوشيتسه II (بالسلوفاكية: Košice II)
- كوشيتسه III (بالسلوفاكية: Košice III)
- كوشيتسه IV (بالسلوفاكية: Košice IV)
- ريف كوشيتسه (بالسلوفاكية: Košice–okolie)
- ميخالوفتسي (بالسلوفاكية: Michalovce)
- روجنافا (بالسلوفاكية: Rožňava)
- سوبرانتسي (بالسلوفاكية: Sobrance)
- سبيشسكا نوفا فيس (بالسلوفاكية: Spišská Nová Ves)
- تريبيشوف (بالسلوفاكية: Trebišov)